# Yngve Holm
Yngve Robert Holm (Västervik, 12 de setembro de 1895 — Estocolmo, 16 de fevereiro de 1943) foi um velejador sueco, campeão olímpico. Ele competiu nos Jogos Olímpicos de Verão de 1920 na classe Cruzador de escolho 40 m² e conquistou a medalha de ouro na disputa a bordo do Sif com Tore Holm, Axel Rydin e Georg Tengwall.
Como seu irmão Tore, Yngve Holm projetou iates inovadores e também possuía seu próprio estaleiro em Ystad. No entanto, ele não teve tanto sucesso na vela de regata quanto seu irmão.